# Sounds of Middle Earth
Sounds of Middle Earth - jest zbiorem 5 albumów wydanych nakładem 1000 egzemplarzy.
Wydawnictwo to zawiera również 12-stronicową książeczkę z niepublikowanymi zdjęciami i tekstami.
Także po raz pierwszy Summoning publikuje swoją muzykę na nośnikach winylowych.

## Lista albumów
1. LP 1. "Lugburz" - 50:44
2. LP 2. "Minas Morgul" część A i B - 36:01
3. LP 3. "Minas Morgul" część C i D - 32:20
4. LP 4. "Dol Guldur" część A i B - 33:10
5. LP 5. "Dol Guldur" część C i D - 09:27

Całkowity czas trwania: 03:05:17

## Twórcy
- Protector (Richard Lederer): gitara, programowanie perkusji, śpiew
- Silenius (Michael Gregor): gitara basowa, instrumenty klawiszowe, śpiew
- Trifixion (Alexander Trondl): perkusja